# Puerto Tejada
Puerto Tejada là một khu tự quản thuộc tỉnh Cauca, Colombia. Thủ phủ của khu tự quản Puerto Tejada đóng tại Puerto Tejada Khu tự quản Puerto Tejada có diện tích 101 ki lô mét vuông. Đến thời điểm ngày 28 tháng 5 năm 2005, khu tự quản Puerto Tejada có dân số 38249 người.